# Vardarska Makedonija
Vardarska Makedonija, poznata i kao Sjeverna Makedonija ili Srpska Makedonija, ili kao Vardarska Srbija ili Južna Srbija, dio je regije Makedonije, koji je Bukureštanskim mirom iz 1913. godine pripao Kraljevini Srbiji. Danas većina teritorija Vardarske Makedonije odgovara teritoriji Republike Sjeverne Makedonije (98,09%), dok se ostatak nalazi na teritoriji Republike Srbije (1,91%) i odgovara prostoru koje zauzima manastir Prohor Pčinjski s okolicom. U njemu je održano prvo zasjedanje ASNOM-a koje je odlučilo da se osnuje makedonska država u sastavu federativne Jugoslavije. 
Ipak, na mapama Makedonije Vardarska Makedonija ima različite granice od općeprihvaćenih. Na mapama Makedonije koje je izradio Dimitrije Čupovski u Sankt-Peterburgu 1913. godine, teritorij Vardarske Makedonije pripali su dijelovi istočne Albanije (okolina Piškopeje sjeverozapadno od Debra), dijelovi Metohije (Kačanik i okolina) i krajnje južni dijelovi središnje Srbije (Preševo). Isto tako dijelovi Metohije i središnje Srbije (bez dijelova Albanije) smješteni su na mapi Makedonije koju su izradili francuski stručnjaci 1925. godine.
Prvobitnim Bukureškim mirom oblast Strumice je pripala Kraljevini Bugarskoj, ali nakon Prvog svjetskog rata mirovnim ugovorom potpisan u Neuilly-sur-Seine iz 1919. godine Bugarska je bila primorana tu oblast prepustiti Kraljevini Srba, Hrvata i Slovenaca i ona se tako uklopila u oblast Vardaske Makedonije.